# Norman Blake
Norman Blake, född 10 mars 1938 i Chattanooga, Tennessee, är en amerikansk sångare och multiinstrumentalist, som har spelat i ett flertal folk- och bluegrassgrupper, samt deltagit som studiomusiker vid inspelningen av ett flertal andra artisters album.
Blake är främst känd för sina samarbeten med John Hartford, Tony Rice och sin fru Nancy Blake, men har även spelat tillsammans med bland andra June Carter, Bob Dylan, Kris Kristofferson och Joan Baez. 1969 deltog Blake på albumet Will the Circle Be Unbroken av Nitty Gritty Dirt Band, tillsammans med flera andra ledande bluegrass- och countryartister. Han solodebuterade 1972 med albumet Back Home in Sulphur Springs på Rounder Records. Han har även bland annat medverkat på det Grammy-belönade soundtracket till filmen O Brother, Where Art Thou? från 2000.
Det instrument Blake framförallt förknippas med är akustisk gitarr, men han har även framfört musik på mandolin, banjo, fiol och dobro. Blake har skrivit ett flertal sånger, bland andra "Ginseng Sullivan", och har producerat ett 30-tal skivor åt andra artister.

## Diskografi
- 1972 – Back Home in Sulphur Springs
- 1974 – Going Places
- 1974 – The Fields of November
- 1976 – Live at McCabe's
- 1976 – Norman Blake and Red Rector
- 1976 – Whiskey Before Breakfast
- 1977 – Blackberry Blossom
- 1978 – Directions
- 1979 – Rising Fawn String Ensemble
- 1981 – Full Moon on the Farm
- 1982 – Original Underground Music
- 1984 – Nashville Blues
- 1985 – Lighthouse on the Shore
- 1986 – The Norman & Nancy Blake Compact Disc
- 1987 – Blake & Rice
- 1988 – Blind Dog
- 1990 – Norman Blake and Tony Rice 2
- 1992 – Just Gimme Somethin' I'm Used To
- 1994 – While Passing Along This Way
- 1996 – The Hobo's Last Ride
- 1998 – Chattanooga Sugar Babe
- 1999 – Be Ready Boys: Appalachia to Abilene
- 1999 – Far Away, Down on a Georgia Farm
- 2001 – Flower From the Fields of Alabama
- 2002 – Meeting on Southern Soil
- 2004 – The Morning Glory Ramblers
- 2006 – Back Home in Sulphur Springs (Norman & Nancy Blake)
- 2007 – Shacktown Road